# Dimitry Rudakov

Dimitry Rudakov (1982, Odessa, Ucrania) es un director de cine radicado en Montevideo, Uruguay.

## Biografía
Durante su juventud, Rudakov vivió en Vladímir, Rusia, donde cursó sus estudios universitarios. Es profesor de inglés y alemán, y diseñador web. 
Llegó a Uruguay en 2009, donde planeaba quedarse en principio durante un mes. Gracias a un comercial de televisión que atrajo su atención, decidió anotarse en la Escuela de Cine del Uruguay, donde estudió durante tres años.
En 2012, el trabajo final de un taller de guion de la Escuela de Cine se convirtió en 23 Segundos, su primera película.

## Filmografía
- En 2009 dirigió el cortometraje Touch the ash.
- En 2011 codirigió el cortometraje La noche de los feos, inspirado en un cuento de Mario Benedetti, con Federico González.
- En 2012 colaboró en el cortometraje Demasiada Agua, de Gonzalo Torrens.
- En 2012 dirigió y guionó su primer largometraje, 23 Segundos.

## Certámenes y festivales
- En 2009 participó del certamen Ezazu Film Fest con el cortometraje Touch the ash, en el que resultó finalista.